# County Line
La ville de County Line est située dans les comtés de Blount et Jefferson, dans l’État de l’Alabama, aux États-Unis. En 2000, elle comptait 257 habitants.

## Démographie
| 1960 | 1970 | 1980 | 1990 | 2000 | 2010 |
| ---- | ---- | ---- | ---- | ---- | ---- |
| 278  | 199  | 199  | 189  | 257  | 258  |

## Source
- (en) Cet article est partiellement ou en totalité issu de l’article de Wikipédia en anglais intitulé « County Line, Alabama » (voir la liste des auteurs).